# ウォーレン・ウィア
ウォーレン・アントニオ・ウィア（Warren Antonio Weir、1989年10月21日 ‐ ）は、ジャマイカ・トレローニー教区出身の陸上競技選手。専門は短距離走。200mの自己ベストはジャマイカ歴代3位の19秒79。2012年ロンドンオリンピック男子200mの銅メダリスト。男子4×200mリレーの世界記録保持者。
200mを専門とし、2012年ロンドンオリンピックで銅メダル、2013年モスクワ世界選手権で銀メダルを獲得。2013年ダイヤモンドリーグではツアーチャンピオンに輝いている。リレー種目では、2014年世界リレーの4×200mで世界記録を樹立。2013年モスクワ世界選手権の4×100mリレーでは金メダルを獲得しているが、この時は予選だけの出場に終わっている。

## 経歴

### 2010年まで
陸上競技は小学生の時に始め、小学生の全国大会も経験。100mと200mと110mハードルに取り組み、カラバー高校 (en) 時代にはチャンプス (en) （ジャマイカの高校選手権）のスプリントハードルとリレー種目で優勝や準優勝するなど活躍した。また、ユース（17歳未満）やジュニア（20歳未満）時代には年代別のジャマイカ代表に選出され、2008年には (en) の男子4×100mリレーで金メダル、男子110mハードル（高さ99.0cm）で銀メダルを獲得。世界ジュニア選手権の男子110mハードル（高さ99.0cm）ではセミファイナリストになるなど、国際大会でも活躍した。高校卒業後の2009年にはプロ選手となり、レーサーズトラッククラブ (en) に加入した。

### 2011年
110mハードルを専門としていたが、膝に問題を抱えていたことと、コーチのグレン・ミルズ (en) がハードルよりもスプリントの才能があると感じていたこともあり、短距離（200m）に転向した。すると、6月のジャマイカ選手権男子200mで6位、ダイヤモンドリーグ初出場となった8月6日のダイヤモンドリーグ・ロンドングランプリ男子200mは20秒43（-2.0）で2位に入り、高校時代は20秒88だった200mの自己ベストを20秒43まで縮めた。

### 2012年
6月30日のジャマイカ選手権男子200m準決勝で自身初の19秒台となる19秒99（+1.7）をマークすると、翌日の決勝では準決勝に迫るタイムの20秒03（-0.5）をマークし、同じレーサーズトラッククラブに所属するヨハン・ブレーク（19秒80）とウサイン・ボルト（19秒83）に次ぐ3位に入った。8月のロンドンオリンピックはシニアの世界大会初出場ながらファイナリストになると、9日の男子200m決勝でジャマイカ歴代3位（当時）の記録となる19秒84（+0.4）をマークし、ジャマイカ選手権でマークした自己ベストを0秒15更新。ウサイン・ボルト（19秒32）、ヨハン・ブレーク（19秒44）に次ぐ3位に入り銅メダルを獲得し、表彰台をジャマイカおよびレーサーズトラッククラブ所属のメンバーで独占した。

### 2013年

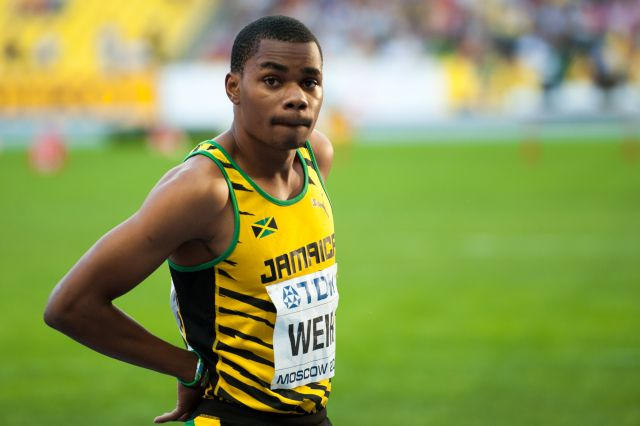
2013年モスクワ世界選手権

6月23日のジャマイカ選手権男子200m決勝でジャマイカ歴代3位の記録となる19秒79（+0.9）をマークし、2位のニッケル・アシュミードに0秒27差をつけて初優勝を果たした。初出場となった8月のモスクワ世界選手権では男子200mと男子4×100mリレーに出場すると、男子200mは17日の決勝で自己ベストタイの19秒79（0.0）をマークし、ウサイン・ボルト（19秒66）に次ぐ2位に入り銀メダルを獲得。翌日の男子4×100mリレー予選ではジャマイカチーム（ネスタ・カーター、ケマー・ベイリー＝コール、ウィア、オシェイン・ベイリー）の3走を務め、38秒17（全体4位）で決勝進出に貢献したが、決勝での出番はなかった。決勝のジャマイカは37秒36で優勝し、予選を走ったウィアも金メダルを手にした。年間を通して行われたダイヤモンドリーグでは男子200mのポイント対象レースで3回の優勝を果たし、男子200mのツアーチャンピオンに輝いた。

### 2014年
5月24日の世界リレー男子4×200m決勝でジャマイカチーム（ニッケル・アシュミード、ウィア、ジャーメイン・ブラウン、ヨハン・ブレーク）の2走を務めると、1分18秒63の世界記録樹立に貢献。1994年にサンタモニカトラッククラブ (en) （マイク・マーシュ、リロイ・バレル、フロイド・ハード、カール・ルイス）が樹立した世界記録を0秒05更新して優勝した。6月は14日のダイヤモンドリーグ・アディダスグランプリ男子200mで自己ベストに0秒03差と迫る今季世界最高記録（当時）の19秒82（-0.2）をマークして優勝したが、29日のジャマイカ選手権男子200m決勝では20秒17（+0.5）の2位に終わり、ラシード・ドワイヤーに0秒13差で敗れ2連覇を逃した。7月31日の英連邦競技大会（コモンウェルスゲームズ）男子200m決勝でも最後の直線でラシード・ドワイヤーとの一騎討ちとなったが、ゴール直前に負傷して減速。少し前を走るラシード・ドワイヤー（20秒14）をとらえることはできず、20秒26（+0.5）の2位で銀メダルに終わった。

### 2015年
5月3日の世界リレー男子4×200m決勝でジャマイカチーム（ニッケル・アシュミード、ラシード・ドワイヤー、ジェイソン・リバーモア、ウィア）のアンカーを務め、1分20秒97で2連覇に貢献した。8月の北京世界選手権は男子200mだけに出場すると、25日の予選をシーズンベストとなる20秒24（-0.1）で突破したが、翌日の準決勝は20秒43（+0.4）とタイムを落として敗退した。今シーズンは怪我に悩まされ、2012年から毎年19秒台をマークしていたシーズンベストも20秒24にとどまった。

### 2016年
7月3日のジャマイカ選手権男子200m決勝で20秒50（-1.5）の4位に終わり、リオデジャネイロオリンピックジャマイカ代表の座を逃した。

### 2017年
3大会連続の出場となった4月23日の世界リレー男子4×200m予選でジャマイカチームのアンカーを務めると、1分22秒01の組2着で決勝進出に貢献した（予選のみ出場）。6月25日のジャマイカ選手権男子200m決勝では20秒39（+1.0）で3位に入り、ロンドン世界選手権ジャマイカ代表の座を掴んだ。しかし、3大会連続の出場となった8月7日のロンドン世界選手権男子200m予選では20秒60（-0.6）の組4着に終わり、着順で準決勝に進出できる組3着にわずか0秒01、全体のタイムで拾われるには0秒06届かなかった。レース後に自身のInstagramで引退することを発表したが、最終的に現役を続けている。

## 人物
- 1996年アトランタオリンピック女子400mハードルのファイナリスト（4位）、2001年エドモントン世界選手権女子4×400mリレーの金メダリストであるデビー＝アン・パリス＝タイムズ（英語版）を従姉妹に持つ[25]。
- サッカーのイングランドプレミアリーグ、チェルシーFCのファンとして知られる。ファンになった理由は、大ファンだったディディエ・ドログバがチェルシーFC所属（当時）だったため[1]。
- TVゲーム（主にFIFAシリーズ）や動画編集などの趣味も持つ[1]。

## 自己ベスト
記録欄の（　）内の数字は風速（m/s）で、+は追い風、-は向かい風を意味する。
| 種目  | 記録          | 年月日        | 場所         | 備考              |
| 屋外  | 屋外          | 屋外          | 屋外         | 屋外              |
| ----- | ------------- | ------------- | ------------ | ----------------- |
| 100m  | 10秒02 (+1.5) | 2013年6月8日  | キングストン |                   |
| 200m  | 19秒79 (0.0)  | 2013年8月17日 | モスクワ     | ジャマイカ歴代3位 |
| 200m  | 19秒79 (+0.9) | 2013年6月23日 | キングストン | ジャマイカ歴代3位 |
| 400m  | 46秒23        | 2013年2月9日  | キングストン |                   |
| 110mH | 13秒45 (0.0)  | 2008年6月8日  | ニューヨーク |                   |

## 主要大会成績
備考欄の記録は当時のもの
| 年   | 大会                              | 場所             | 種目    | 結果   | 記録            | 備考       |
| ---- | --------------------------------- | ---------------- | ------- | ------ | --------------- | ---------- |
| 2005 | カリフタゲームズ (en) (U17)       | バコレット       | 100mH   | 4位    | 13秒67 (+1.0)   |            |
| 2007 | パンアメリカンジュニア選手権 (en) | サンパウロ       | 110mH   | 決勝   | DNF             |            |
| 2007 | パンアメリカンジュニア選手権 (en) | サンパウロ       | 4x100mR | 決勝   | DNF (3走)       |            |
| 2008 | カリフタゲームズ (en) (U20)       | バセテール       | 110mH   | 2位    | 14秒13 (-0.5)   |            |
| 2008 | カリフタゲームズ (en) (U20)       | バセテール       | 4x100mR | 優勝   | 39秒80 (1走)    |            |
| 2008 | 世界ジュニア選手権                | ブィドゴシュチュ | 110mH   | 準決勝 | 15秒54 (-0.9)   |            |
| 2012 | オリンピック                      | ロンドン         | 200m    | 3位    | 19秒84 (+0.4)   | 自己ベスト |
| 2013 | 世界選手権                        | モスクワ         | 200m    | 2位    | 19秒79 (0.0)    | 自己ベスト |
| 2013 | 世界選手権                        | モスクワ         | 4x100mR | 予選   | 38秒17 (3走)    | 決勝進出   |
| 2014 | 世界リレー (en)                   | ナッソー         | 4x200mR | 優勝   | 1分18秒63 (2走) | 世界記録   |
| 2014 | 英連邦競技大会 (en)               | グラスゴー       | 200m    | 2位    | 20秒26 (+0.5)   |            |
| 2015 | 世界リレー (en)                   | ナッソー         | 4x200mR | 優勝   | 1分20秒97 (4走) |            |
| 2015 | 世界選手権                        | 北京             | 200m    | 準決勝 | 20秒43 (+0.4)   |            |
| 2017 | 世界リレー (en)                   | ナッソー         | 4x200mR | 予選   | 1分22秒01 (4走) | 決勝進出   |
| 2017 | 世界選手権                        | ロンドン         | 200m    | 予選   | 20秒60 (-0.6)   |            |
| 2018 | 英連邦競技大会 (en)               | ゴールドコースト | 200m    | 7位    | 20秒71 (+0.9)   |            |
| 2018 | 英連邦競技大会 (en)               | ゴールドコースト | 4x100mR | 3位    | 38秒35 (3走)    |            |

### ダイヤモンドリーグ
ダイヤモンドリーグの総合成績を記載。獲得ポイント欄の（　）内は出場したポイント対象レースの数を意味する。
| 年   | 種目 | 総合順位 | 獲得ポイント |
| ---- | ---- | -------- | ------------ |
| 2012 | 200m | 6位      | 1 (1レース)  |
| 2013 | 200m | 優勝     | 18 (4レース) |

優勝したダイヤモンドリーグの大会を記載（個人種目のみ）。金色の背景はポイント対象レースを意味する。
| 年   | 大会                           | 場所         | 種目 | 記録          | 備考 |
| ---- | ------------------------------ | ------------ | ---- | ------------- | ---- |
| 2013 | 上海ゴールデングランプリ       | 上海         | 200m | 20秒18 (0.0)  |      |
| 2013 | アディダスグランプリ           | ニューヨーク | 200m | 20秒11 (+0.9) |      |
| 2013 | ロンドンアニバーサリーゲームズ | ロンドン     | 200m | 19秒89 (+0.2) |      |
| 2013 | メモリアルヴァンダム           | ブリュッセル | 200m | 19秒87 (-0.2) |      |
| 2014 | アディダスグランプリ           | ニューヨーク | 200m | 19秒82 (-0.2) |      |